# Romano Mussolini
Romano Mussolini (Forlì, 26 settembre 1927 – Roma, 3 febbraio 2006) è stato un pianista, compositore e pittore italiano.

## Biografia
Fu il quarto dei cinque figli (ed il terzo maschio) di Benito Mussolini e Rachele Guidi. Si avvicinò alla musica jazz da giovanissimo, durante gli anni trenta, nonostante il regime fascista guidato dal padre, che governava l'Italia all'epoca, la censurasse perché espressione di una cultura straniera, descrivendola peraltro per alcune riviste di settore, e iniziò a suonare il pianoforte da autodidatta, talvolta per accompagnare il padre, violinista dilettante. Conobbe anche alcuni jazzisti in auge, fra i quali Duke Ellington, del quale rimase amico anche in seguito.
Dopo la seconda guerra mondiale, cercando di superare impegnative difficoltà economiche e relazionali (che lo indussero a esibirsi sotto falso nome, ma anche a cercare lavori saltuari), si unì al quintetto di Ugo Calise, che si esibiva nella zona di Napoli e che aveva incontrato a Ischia, mandato al confino nel 1945 insieme alla madre Rachele e alla sorella Anna Maria; poi cominciò a suonare insieme a Lino Patruno e Carlo Loffredo, coi quali avrebbe in seguito consolidato il legame professionale e dai quali avrebbe mutuato alcune venature popolaresche e dixie che sarebbero divenute caratteristiche del suo stile musicale.
Negli anni cinquanta, convinto dai suoi amici a non usare più pseudonimi (uno di questi era Romano Full), si esibì con il suo gruppo, i "Romano Mussolini All Stars"; nel 1958 incise un album per la RCA Italiana insieme alla cantante Lilian Terry e al trombettista Nunzio Rotondo, disco a cui collaborano i batteristi Franco Mondini e Roberto Podio (quest'ultimo futuro componente dei Marc 4), il sassofonista Gino Marinacci, i contrabbassisti Carlo Loffredo, Sergio Biseo e Franco Pozzi. Con l'uscita del disco Jazz allo Studio 7 (eletto miglior disco dell'anno per il 1963) incontrò l'attenzione favorevole della critica. Il passaggio gli consentì di esibirsi anche all'estero e di suonare insieme a grandi nomi come Chet Baker, Lionel Hampton, Dizzy Gillespie, Tony Scott.
Sempre negli anni sessanta e settanta, si distinse nella composizione ed esecuzione di colonne sonore di film. Nel 1965 realizzò la colonna sonora per La ragazzola di Giuseppe Orlandini. Negli anni seguenti, in coppia con il maestro Roberto Pregadio, compose, usando gli pseudonimi Raymond Full e Manuel Parada, le colonne sonore di Kriminal (1966), Mister X (1967) e Satanik (1968), pellicole ispirate agli omonimi protagonisti di fumetti neri creati da Magnus & Max Bunker. In tali occasioni, Mussolini fu invitato da Carlo Ponti, celebre produttore ma anche suo cognato, a entrare anche nella produzione cinematografica, ma l'esperienza come produttore si limitò a due dei film suddetti. Seguirono le musiche per Tous les chemins mènent à l'homme di Jack Guy (del 1976) e l'ultima, per Alibi perfetto, di Aldo Lado (del 1992).

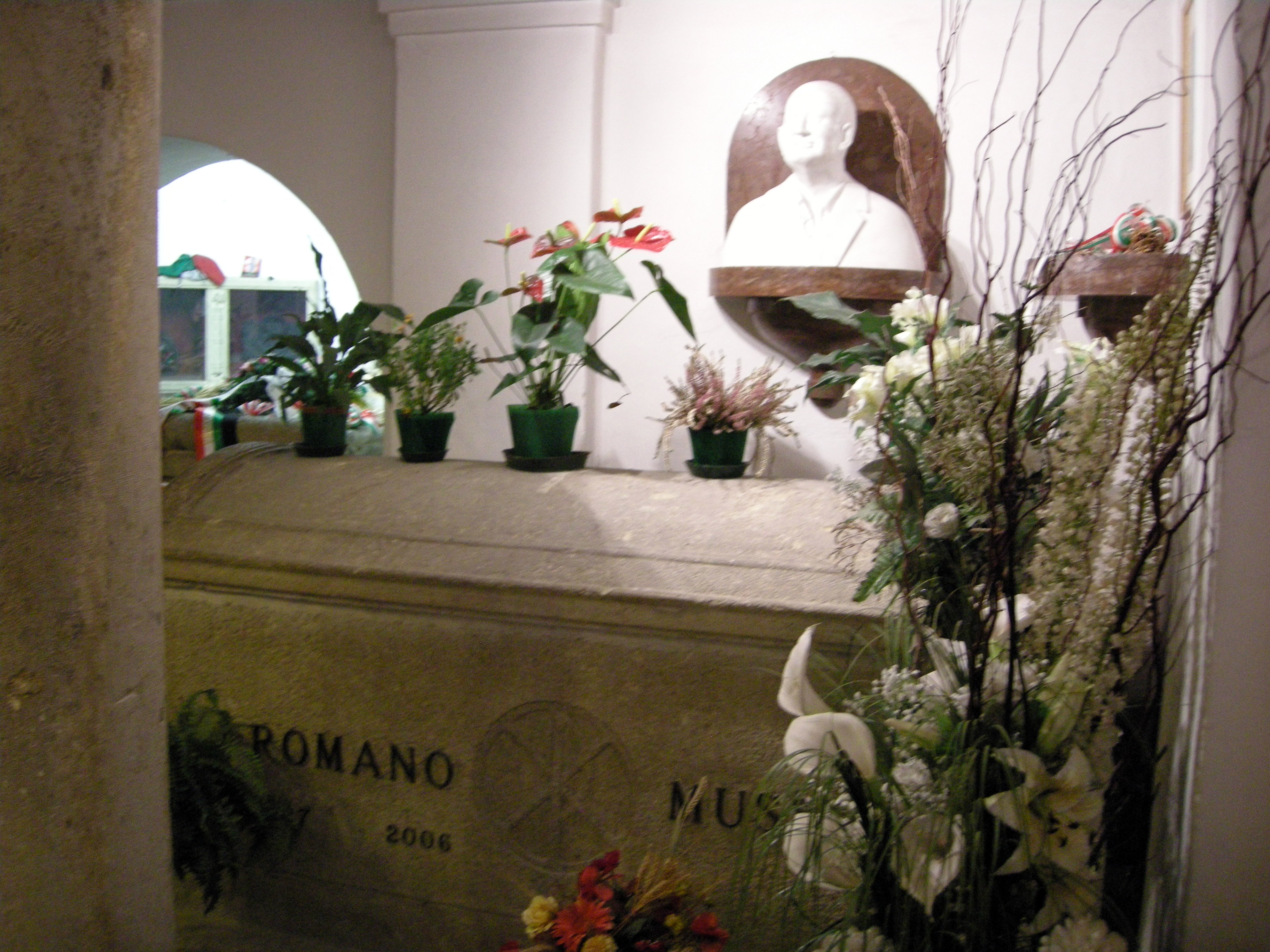
La tomba

Negli anni settanta ebbe modo di collaborare anche con il chitarrista Franco Cerri, il bassista Pino Presti, il sassofonista Enzo Scoppa e il batterista Carlo Sola. Il suo ultimo gruppo si chiamò "Romano Mussolini Ensemble" e comprendeva Massimo D'Avola al sassofono, Osvaldo Ramon Mazzei alla batteria e Giorgio Rosciglione al contrabbasso. Per molti anni ospitò nel suo gruppo anche i trombettisti Cicci Santucci e Guido Pistocchi, mentre al basso elettrico si alternavano Piero Montanari, Lino Ranieri e Massimo Moriconi. 
Fu anche un pittore: i suoi soggetti preferiti erano soprattutto i pagliacci, i cavalli, i paesaggi della laguna di Venezia e suo padre Benito. Tra il 1990 e il 1991 si esibì al pianoforte in diverse occasioni al Circolo Barnum di Asolo, accompagnato al basso dal compositore Stefano Ianne.Un incontro di mondi musicali molto diversi che ha dato luogo da quel momento ad una duratura amicizia e stima reciproca.
Il 19 febbraio 1997 ricostituì un ordine cavalleresco, inteso come la prosecuzione dell'Ordine civile e militare dell'Aquila romana, della Repubblica Sociale Italiana, fondato dal padre Benito: secondo gli appartenenti all'ordine, questo non sarebbe quindi venuto meno con la dissoluzione della RSI e i diritti su di esso sarebbero passati ai figli del fondatore, prima Vittorio e quindi Romano. Fu inoltre il fondatore del "Museo Villa Carpena", a Forlì, nella ex residenza della famiglia Mussolini.
Negli ultimi anni della sua vita interruppe il silenzio sui temi riguardanti il padre, con particolare attenzione per aspetti privati della famiglia, pubblicando il libro Il Duce, mio padre, edito nel 2004. Scomparso nel 2006 a 78 anni, Romano Mussolini è sepolto nella cripta di famiglia insieme al padre e ai fratelli nel cimitero di San Cassiano a Predappio.

## Vita privata
Nel 1962 sposò Maria Scicolone, sorella dell'attrice Sophia Loren (al secolo Sofia Scicolone), dalla quale ebbe due figlie: Alessandra (1962), che dopo una carriera di attrice e cantante ha intrapreso quella politica, ed Elisabetta (1967).
Nel 1971 la Scicolone, stanca di un matrimonio difficile, di continui litigi e tradimenti del marito, ottenne il divorzio. Romano si sposò successivamente in seconde nozze con l'attrice Carla Maria Puccini, con la quale trascorse gli ultimi trent'anni della sua vita e dalla quale ebbe una terza figlia, Rachele (1974), chiamata con il nome della nonna paterna ed oggi consigliere comunale a Roma, eletta nel 2016 nelle liste del partito Fratelli d'Italia e passata nel 2024 a Forza Italia.

## Opere
- Apologia di mio padre, Rivista Romana, Il Resto del Carlino, Bologna, 1969, 193 pp.
- Mio padre Mussolini inedito, Dino Editore, Roma, 100 pp.
- Il Duce, mio padre, Rizzoli, Milano, 170 pp.
- Ultimo atto. Le verità nascoste sulla fine del Duce, Rizzoli, Milano, 2005, 176 pp.

## Discografia
- 1957 - Romano Full (con Carlo Loffredo e Pepito Pignatelli)
- 1958 - Romano Mussolini con Nunzio Rotondo e Lilian Terry (con Nunzio Rotondo e Lilian Terry)
- 1961 - Jazz at Santa Tecla (con Dino Piana, Carlo Loffredo e Franco Tonani)
- 1962 - Jazz allo Studio 7 (con Dino Piana, Cicci Santucci e Enzo Scoppa)
- 1967 - Prisoner of amore (con Henry Wright)
- 1970 - Happiness Has Your Name
- 1973 - Mirage (con Piero Montanari, Roberto Spizzichino, Tullio De Piscopo, Glauco Masetti, Emilio Soana)
- 1978 - Romano Mussolini Quartet (con Sal Genovese, Wilfred Copello, Lino Ranieri)
- 1979 - Soft & Swing (con Cicci Santucci, Roberto Zappulla, Maurizio Dei Lazzaretti, Wilfred Copello, Lino Ranieri)
- 1983 - Kawai Blues
- 2001 - The Wonderful World of Louis
- 2002 - Timeless Blues
- 2002 - Music Blues
- 2002 - Romano Piano & Forte
- 2003 - Jazz Album
- 2003 - Napule 'nu quarto 'e luna
- 2004 - Alibi perfetto (colonna sonora)
- 2006 - Minor Blues in Saint Louis
- 2006 - 'na voce, 'na chitarra e 'o poco 'e luna